# 都庆东
都庆东（韩语： Do Gyeong-dong，1999年8月19日—），韩国男子击剑运动员，2021年夏季世界大学生运动会男子佩剑团体银牌得主。2024年7月，入選韓國國家擊劍隊參加2024年巴黎奧運會的運動員名單，2024年夏季奥林匹克运动会男子佩剑团体金牌得主。
| 2021年夏季世界大學運動會男子軍刀團體銀牌得主     |
| 2023年成都大運會男子軍刀團體賽銀牌               |
| 2024年FIE世界盃分組賽金牌得主                    |
| 2024年第比利斯世界盃男子軍刀團體賽金牌           |
| 2024年義大利帕多瓦世界盃男子軍刀團體賽金牌       |
| 2024年奧蘭世界盃男子軍刀團體賽金牌               |
| 2024年布達佩斯世界盃男子軍刀團體賽銀牌           |
| 2024年夏季奧林匹克運動會男子軍刀團體金牌得主     |
| 2025年保加利亞普洛夫德夫世界盃男子軍刀團體賽銅牌 |
| 2025年義大利帕多瓦世界盃男子軍刀團體賽銅牌       |

## 外部連結
DO Gyeongdong的個人instagram帳戶